# Lista de prefeitos de Paratinga
Esta é a lista de prefeitos do município de Paratinga, estado brasileiro da Bahia.
Constam na lista os chefes do poder executivo do município a partir da posse do primeiro prefeito municipal, Rodrigo José Magalhães. Segundo a lei orgânica do município, datada de 1990, o poder executivo é chefiado pelo prefeito, que conta com o auxílio dos secretários municipais, livremente nomeados pelo mesmo. Existe ainda o vice-prefeito, responsável por substituir o prefeito quando necessário e também por assumir a prefeitura estando o cargo vago.
| Nº | Nome                                                                 | Imagem                | Partido                                          | Início do mandato       | Fim do mandato                          | Observações                                  |
| 1  | Rodrigo José Magalhães                                               |                       | Partido Progressista PP                          | 25 de junho de 1897     | 14 de fevereiro de 1901                 | Intendente nomeado pelo Governador do Estado |
| 2  | Juvencio Xavier                                                      |                       | Partido Progressista PP                          | 15 de fevereiro de 1901 | 8 de novembro de 1905                   | Intendente nomeado pelo Governador do Estado |
| 3  | Flávio Magalhães                                                     |                       | Partido Progressista PP                          | 8 de novembro de 1905   | 24 de agosto de 1913                    | Intendente nomeado pelo Governador do Estado |
| 4  | Jerônimo Seixas Moreira                                              |                       | Partido Trabalhista Conservador PTC              | 24 de agosto de 1913    | 4 de junho de 1921                      | Intendente nomeado pelo Governador do Estado |
| 5  | Gregório José Maria                                                  |                       | Partido Trabalhista Conservador PTC              | 5 de junho de 1921      | 6 de fevereiro de 1927                  | Intendente nomeado pelo Governador do Estado |
| 6  | Osorio Brandão                                                       |                       | Partido Republicano Baiano PRB                   | 7 de fevereiro de 1927  | 3 de novembro de 1930                   | Intendente nomeado pelo Governador do Estado |
| 7  | Pedro Carneiro da Silva                                              |                       | Partido Republicano Liberal PRL                  | 4 de novembro de 1930   | 27 de maio de 1937                      | Prefeito nomeado pelo Governador do Estado   |
| 8  | Alcides de Oliveira Dourado                                          |                       | Partido da Ação Nacional PAN                     | 28 de maio de 1937      | 09 de maio de 1940                      | Prefeito nomeado pelo Governador do Estado   |
| 9  | Ulisses Pereira de Souza                                             |                       | Partido Democrata Cristão PDC                    | 10 de maio de 1940      | 26 de julho de 1945                     | Prefeito nomeado pelo Governador do Estado   |
| 10 | José Duarte Porto                                                    |                       | União Democrática Nacional UDN                   | 27 de julho de 1945     | 30 de janeiro de 1947                   | Prefeito nomeado pelo Governador do Estado   |
| 11 | Arlindo Carneiro da Silva                                            |                       | União Democrática Nacional UDN                   | 31 de janeiro de 1947   | 26 de outubro de 1949                   | Prefeito eleito em sufrágio universal        |
| —  | Eulália Fernandes Bessa                                              |                       | União Democrática Nacional UDN                   | 27 de outubro de 1949   | 30 de janeiro de 1950                   | Secretária no cargo interinamente            |
| 12 | Pompílio Magalhães Moreira                                           |                       | União Democrática Nacional UDN                   | 31 de janeiro de 1950   | 30 de janeiro de 1955                   | Prefeito eleito em sufrágio universal        |
| 13 | Ulisses Pereira de Souza                                             |                       | União Democrática Nacional UDN                   | 31 de janeiro de 1955   | 30 de janeiro de 1958                   | Prefeito eleito em sufrágio universal        |
| 14 | Arnaldo Carneiro da Silva                                            |                       | União Democrática Nacional UDN                   | 31 de janeiro de 1958   | 30 de janeiro de 1962                   | Prefeito eleito em sufrágio universal        |
| 15 | Zenon Leal Porto                                                     |                       | Partido Republicano PR                           | 31 de janeiro de 1962   | 30 de janeiro de 1966                   | Prefeito eleito em sufrágio universal        |
| 16 | José Antônio de Carvalho                                             |                       | Aliança Renovadora Nacional ARENA                | 31 de janeiro de 1966   | 30 de janeiro de 1970                   | Prefeito eleito em sufrágio universal        |
| 17 | Juvêncio Xavier Sobrinho                                             |                       | Aliança Renovadora Nacional ARENA                | 31 de janeiro de 1970   | 1° de maio de 1972                      | Prefeito eleito em sufrágio universal        |
| 18 | Paulo Diógenes Pessoa                                                |                       | Aliança Renovadora Nacional ARENA                | 2 de maio de 1972       | 30 de janeiro de 1973                   | Vice-prefeito eleito no cargo de titular     |
| 19 | José Antônio de Carvalho                                             |                       | Aliança Renovadora Nacional ARENA                | 31 de janeiro de 1973   | 31 de janeiro de 1976                   | Prefeito eleito em sufrágio universal        |
| 20 | Israel Porto Novais                                                  |                       | Movimento Democrático Brasileiro MDB             | 1° de fevereiro de 1976 | 4 de abril de 1982                      | Prefeito eleito em sufrágio universal        |
| 21 | Francisco Andrade de Sousa                                           |                       | Partido do Movimento Democrático Brasileiro PMDB | 5 de abril de 1982      | 31 de janeiro de 1983                   | Vice-prefeito eleito no cargo de titular     |
| 22 | José Antônio de Carvalho (Paratinga, 1940–)                          |                       | Partido Democrático Social PDS                   | 1° de fevereiro de 1982 | 31 de janeiro de 1988                   | Prefeito eleito em sufrágio universal        |
| 23 | Geraldo Magela Carneiro Porto (Paratinga, 08.10.1945–)               |                       | Partido Trabalhista Brasileiro PTB               | 1º de janeiro de 1989   | 31 de dezembro de 1992                  | Prefeito eleito em sufrágio universal        |
| 24 | Eduardo do Vale Barbosa (–São Paulo, 18.09.2020)                     |                       | Partido da Social Democracia Brasileira PSDB     | 1º de janeiro de 1993   | 31 de dezembro de 1996                  | Prefeito eleito em sufrágio universal        |
| 25 | Eliezer Pereira Dourado Filho (Paratinga, 07.11.1954–)               |                       | Partido da Frente Liberal PFL                    | 1º de janeiro de 1997   | 31 de dezembro de 2000                  | Prefeito eleito em sufrágio universal        |
| 25 | Eliezer Pereira Dourado Filho (Paratinga, 07.11.1954–)               | Partido Liberal PL    | 1º de janeiro de 2001                            | 31 de dezembro de 2004  | Prefeito reeleito em sufrágio universal |                                              |
| 26 | Amenaide de Carvalho Moreira, Dra. Amenaide (Paratinga, 16.06.1953–) |                       | Partido da Frente Liberal PFL                    | 1º de janeiro de 2005   | 31 de dezembro de 2008                  | Prefeita eleita em sufrágio universal        |
| 27 | Marcel José Carneiro de Carvalho (Paratinga, 19.09.1979–)            |                       | Partido dos Trabalhadores PT                     | 1º de janeiro de 2009   | 31 de dezembro de 2012                  | Prefeito eleito em sufrágio universal        |
| 28 | Eliezer Pereira Dourado Filho, Zequinha (Paratinga, 07.11.1954–)     |                       | Partido Progressista PP                          | 1º de janeiro de 2013   | 31 de dezembro de 2016                  | Prefeito eleito em sufrágio universal        |
| 29 | Marcel José Carneiro de Carvalho (Paratinga, 19.09.1979–)            |                       | Partido dos Trabalhadores PT                     | 1º de janeiro de 2017   | 31 de dezembro de 2020                  | Prefeito eleito em sufrágio universal        |
| 29 | Marcel José Carneiro de Carvalho (Paratinga, 19.09.1979–)            | 1° de janeiro de 2021 | Partido dos Trabalhadores PT                     | 31 de dezembro de 2024  | Prefeito reeleito em sufrágio universal |                                              |
| 30 | Vítor Ferreira de Santana, Tom (Paratinga, 13.04.1992–)              |                       | Partido dos Trabalhadores PT                     | 1° de janeiro de 2025   | Atualidade                              | Prefeito eleito em sufrágio universal        |

## Atual prefeito
Marcel José Carneiro de Carvalho foi prefeito de Paratinga em duas ocasiões. Na última, foi eleito nas eleições municipais de 2016 com 53,55% dos votos válidos, tendo como vice-prefeito Climério de Araújo Souza (PHS).